# Viehhofen
Viehhofen è un comune austriaco di 600 abitanti nel distretto di Zell am See, nel Salisburghese.